# Junta de vidrio esmerilado

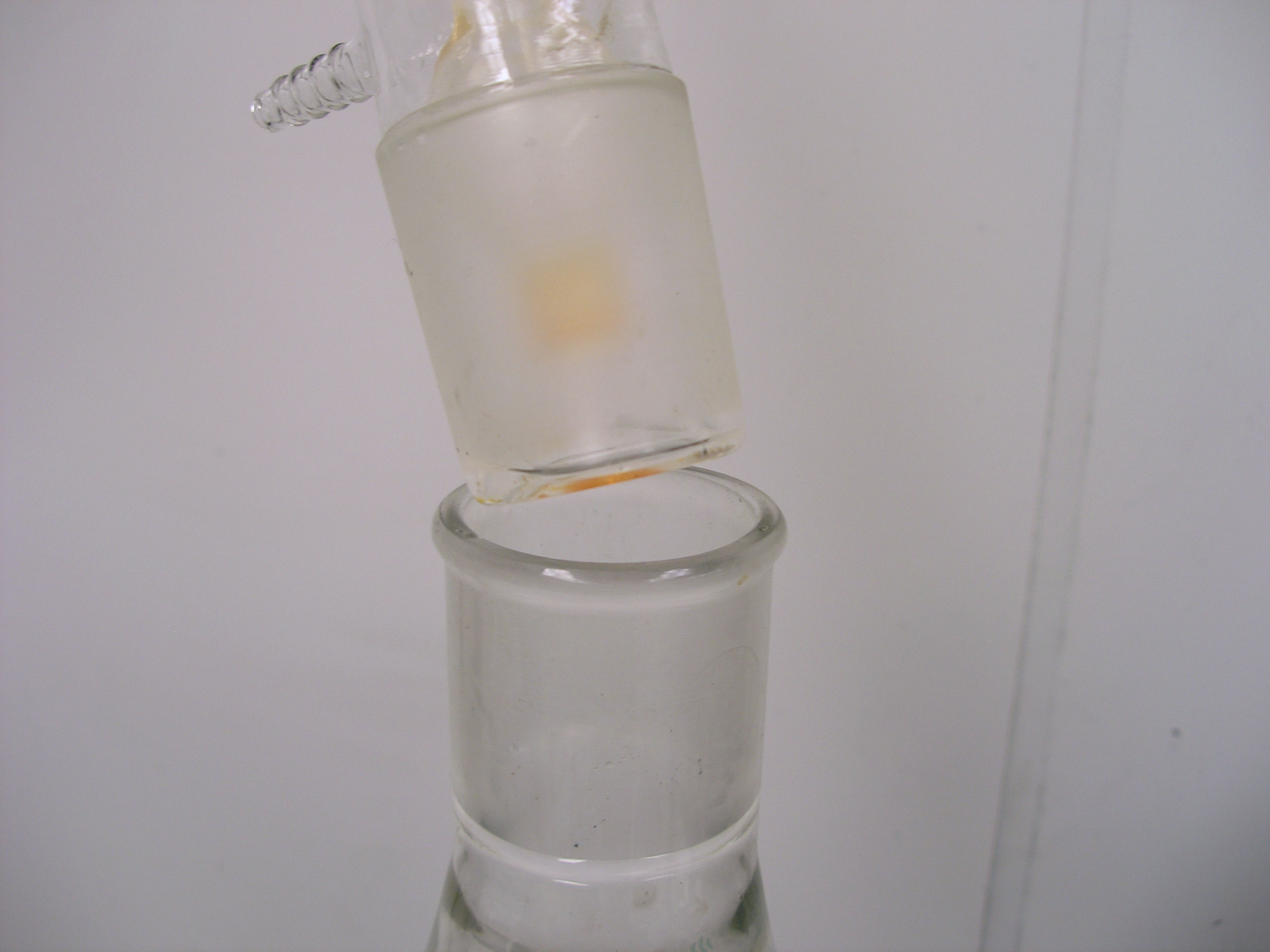
Una junta de vidrio esmerilado "45/50" entre un matraz de Erlenmeyer y un condensador.

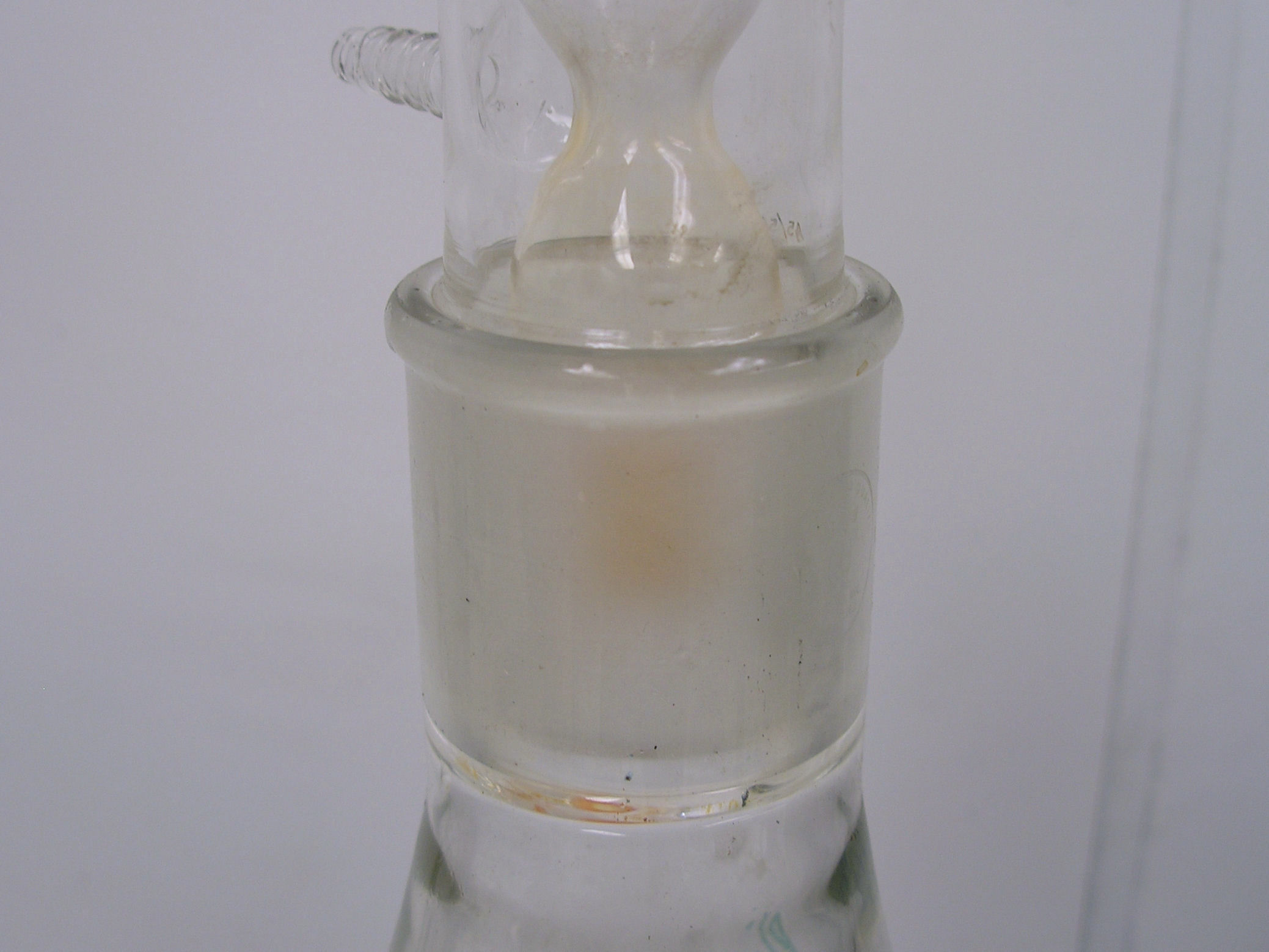
La misma unión, ya cerrada.

Las juntas de vidrio esmerilado o uniones de vidrio esmerilado se utilizan en los laboratorios para conectar de forma rápida y fácil diferentes aparatos, a prueba de fugas de fluidos. Por ejemplo, un matraz de fondo redondo, un condensador de Liebig, y un burbujeador de aceite con juntas de vidrio esmerilado pueden ser rápidamente conectados para mantener el reflujo de una mezcla de reacción. Esta es una gran mejora en comparación con los métodos antiguos que usaban objetos de vidrio hechos a medida, que eran costosos y exigían más tiempo de operación, o el uso de tapones de corcho o de goma, menos resistentes frente a ataques químicos o frente al calor, o los tubos de vidrio con articulaciones que llevaba tiempo preparar.
Las juntas de vidrio esmerilado también se encuentran como modo de ajuste habitual en todos los tapones de vidrio.

## Historia
Durante bastante tiempo se han hecho diferentes versiones más o menos rudimentarias de las juntas de vidrio esmerilado tipo cónica-cónica, sobre todo para los tapones de botellas de vidrio y retortas. Actualmente, las juntas de vidrio esmerilado se pueden esmerilar de un modo más preciso y reproducible para adaptarse a la forma requerida. Estas uniones o juntas permiten unir dos trozos de vidrio, sin fugas apreciables. Uno de los elementos de vidrio a conectar tendrá una superficie interior (o hembra) de vidrio esmerilado y el otro tendrá la superficie esmerilada hacia el exterior (o macho), ambas con la misma forma para facilitar el ajuste entre ambas.

## Tipos de unión
Podemos encontrar tres tipos generales de uniones de vidrio esmerilado: las uniones que tienen forma ligeramente cónica (cónica-cónica), las articulaciones con forma de rótula (a veces llamadas articulaciones esféricas) y las articulaciones planas.

### Uniones cónicas

Símbolo Standard Taper

Las uniones esmeriladas cónicas normalmente tienen una forma cónica 1:10 (conicidad del 10%, correspondiente a un semiángulo α de la superficie cónica esmerilada de 2º 51' 45" con una tolerancia de ±2') y se han marcado con un símbolo que consiste de una T mayúscula, superpuesto a una S mayúscula, que significa "Standard Taper". Este símbolo va seguido de un número, una barra, y otro número. El primer número representa el diámetro exterior en milímetros (mm) en la base (parte más ancha) de la unión interna. El segundo número representa la longitud de vidrio esmerilado de la unión en milímetros Las articulaciones más comunes son 14/20 y 24/40. Estas medidas sólo se aplican a objetos de vidrio en los EE. UU. También hay uniones que siguen el estándar europeo ISO con tamaños comunes de unión 10/19, 14/23, 19/26, 24/29 y 29/32. Las normas americana y europea (ISO) sólo se diferencian en la longitud pero no en la pendiente (conicidad), y se pueden utilizar en combinación. Los tapones de las botellas de productos químicos, matraces aforados, y embudos de decantación a menudo no utilizan las uniones de precisión estándar de la forma cónica. Estas uniones de los tapones sólo están marcadas (si acaso) con el número que indica el diámetro máximo.

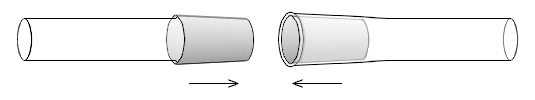
Juntas de vidrio esmerilado con forma cónica afilada. La pieza interior (macho) se muestra a la izquierda y la pieza externa (hembra) aparece a la derecha. Las superficies de vidrio esmerilado se muestran con sombreado. Al unir ambas piezas siguiendo la dirección de las flechas, quedan firmemente unidas. Por lo general se aplica algo de grasa a ambas superficies de vidrio.

### Uniones tipo rótula
Para las articulaciones de bola y cavidad, también llamadas uniones de rótula o tipo nuez, ambas piezas finalizan en superficies de forma esférica que encajan entre sí, con agujeros que conducen al interior de sus respectivos tubos, a los que están unidos. La bola tiene forma de semiesfera con la superficie de vidrio esmerilado en el exterior, la cual se inscribe dentro de la cavidad, donde la superficie de cristal esmerilado está en el interior. Ambas articulaciones de bola y cavidad están etiquetadas con un código de tamaño que consiste en un número, una barra, y otro número. El primer número representa el diámetro exterior en mm de la bola en su base o el diámetro interno en milímetros en la parte más externa de la cavidad, en ambos casos esos son los diámetros máximos de las articulaciones. El segundo número representa el diámetro interior del agujero en el centro de la bola o la cavidad, que conduce al diámetro interior del tubo que va unido a la articulación. Estas uniones tipo nuez tienen una posibilidad de movimiento limitado curvilíneo en dos dimensiones.

Uniones de vidrio esmerilado tipo bola (izquierda) y cavidad (derecha). Las superficies de vidrio esmerilado se muestran con sombreado. Al unir ambas piezas, siguiendo la dirección de las flechas, quedan unidas. Por lo general se aplica algo de grasa a ambas superficies de vidrio.

Para cualquiera de las uniones cónicas estándar o de las articulaciones de bola y cavidad, las piezas interior y exterior de las juntas deben tener los mismos números para una perfecta conexión. Cuando los tamaños de ambas piezas son diferentes, puede estar disponibles adaptadores de vidrio esmerilado (o hacerlos) para colocarlos entre las piezas a conectar. Unos clips o grapas especiales de sujeción se pueden colocar alrededor de las articulaciones para mantenerlas en su lugar.

### Uniones planas
Las uniones planas se usan cuando la existencia de cambios de temperatura elevados puede hacer que las uniones anteriores queden encajadas o sufran riesgo de rotura. En las uniones planas, ambas piezas acaban en un disco plano soldado al extremo de cada tubo. Estas juntas no tienen flexibilidad y requieren grasa para evitar fugas y una pinza de sujeción.
Los matraces de fondo redondo a menudo tienen una o más aberturas o cuellos con juntas de vidrio esmerilado de tipo cónico. Convencionalmente, estas articulaciones en el cuello del matraz son de tipo exterior, con la parte esmerilada hacia dentro. Otros adaptadores, como las cabezas de destilación y los adaptadores de vacío, se hacen con las piezas de conexión internas que ajustan con la boca del matraz. Si un frasco u otro recipiente tiene una abertura extra con junta de vidrio esmerilado que debe ser cerrada para un experimento, a menudo hay tapones interiores de vidrio esmerilado de forma cónica, para tal fin. En algunos casos, unas pequeñas protuberancias en forma de ganchitos de vidrio aparecen en los elementos de vidrio cerca de la unión para permitir enganchar un pequeño muelle que se adjunta para mantener las dos piezas temporalmente unidas. Se ha extendido el uso de un tamaño especial muy pequeño de la unión cónica-cónica para el vidrio, plástico, o partes de metal llamado ajuste Luer o acoplamiento Luer. Originalmente, los ajustes Luer se utilizaban para conectar una aguja a una jeringa evitando cualquier fuga. Cuando el uso de vidrio esmerilado supone un problema, como en la producción o la destilación de diazometano (que puede explotar en contacto con superficies ásperas), se puede utilizar un equipo con juntas de cristal liso.

## Pinzas Keck

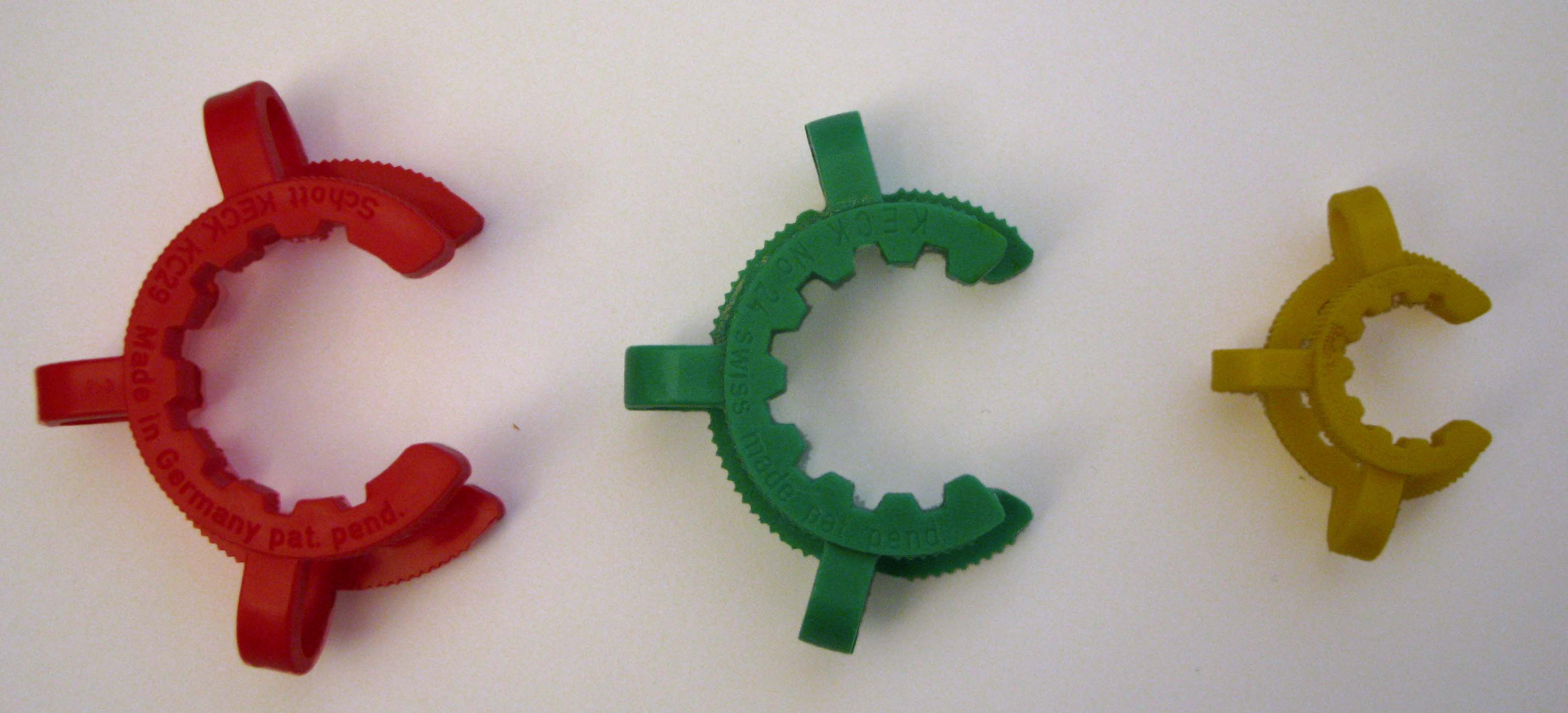
Pinzas Keck para la sujeción de uniones esmeriladas cónicas. Los tres tamaños mostrados son: rojo (29), verde (24), amarillo (14).

Patentadas en 1984 por Hermann Keck, las pinzas Keck se utilizan para mantener juntas las piezas unidas por esmerilados cónicos. Estos son generalmente de poliacetal, y son de diferente color de acuerdo a los tamaños de las uniones.
El poliacetal funde a una temperatura bastante baja (alrededor de 175 °C) y comienza a reblandecerse alrededor de 140 °C. Como las temperaturas que puede soportar el material de vidrio llegan hasta 250 °C, debe tenerse en cuenta que las pinzas de este material no se deben utilizar para mantener unidos elementos de vidrio que deban soportar altas temperaturas (matraz sobre una fuente de calefacción, conexión matraz-condensador...)  Tales pinzas deben ser reemplazadas por otras de diferente material o bien el material de vidrio debe ser fijado de tal manera que estos elementos no se puedan deslizar entre sí y, por tanto, no sea necesaria la pinza. Las pinzas de poliacetal sufren otro problema y es que dicho material se ve fuertemente afectado por los gases corrosivos. Este efecto puede ser tan dramático que la pinza se deteriore en cuestión de minutos ante la exposición a cantidades muy pequeñas de gases fugados a través de las juntas de vidrio esmerilado, incluso si están engrasadas. Es importante destacar que este deterioro es repentino y ocurre sin previo aviso.
El plástico PTFE se utiliza a veces para fabricar estas pinzas, ya que su pico de temperatura recomendada coincide con la mayoría de los trabajos prácticos de química. Su naturaleza altamente inerte también lo hace inmune a la degradación producida por los gases corrosivos. Sin embargo, es caro y se liberará fluoruro de hidrógeno (gas corrosivo) si se calienta más allá de su temperatura especificada, así que se debe tener cuidado para evitar esto, dado el nivel de riesgo que presenta el resultado. Lo mismo puede decirse del uso de algunos aceites y grasas para los sellos de vidrio como Krytox y Molykote (resistente a los productos químicos debido a su composición, PTFE condensado, basado en flúor),.
El acero inoxidable es la opción final. Naturalmente, puede soportar el espectro de temperatura del vidrio de borosilicato y es razonablamente inerte. Sin embargo, los aceros inoxidables de menor grado son rápidamente atacados en presencia de los gases corrosivos y las propias pinzas son a menudo tan costosas como las de PTFE.
Algunos elementos de vidrio de los que van a ser conectados mediante las juntas esmeriladas poseen unos ganchitos o protuberancias (a veces llamados por su forma, cuernos del diablo o cascos de vikingo) que salen de los lados de las uniones. Pequeños muelles de acero inoxidable se utilizan en ellos para mantener fija la articulación. El uso de muelles es especialmente beneficioso cuando se trata de presiones positivas, ya que aplican la fuerza suficiente para que el vidrio pueda operar, pero la unión se abrirá si ocurre una explosión inesperada. Este método es considerado anticuado, pero todavía se utiliza en algunos de los más conocidos elementos de vidrio de alta gama.
Se debe tener mucho cuidado cuando se usen las pinzas para sujetar elementos de vidrio que contengan sustancias que puedan generar una presión positiva ya que, al usar gases reactivos, se puede producir el bloqueo de los conductos o su rotura por una explosión. El cloruro de hidrógeno, por ejemplo, tiene una presión de vapor a temperatura ambiente, que es lo suficientemente alta para hacer estallar los artículos de vidrio estándar. Sólo se deben fijar con pinzas las uniones que lo necesiten. Es más seguro tener una unión abierta y dar salida a un poco de gas corrosivo que arriesgarse a un explosión del material de vidrio, que vacíe todo el contenido y libere todo el gas hacia fuera.

## Lubricación y sellado

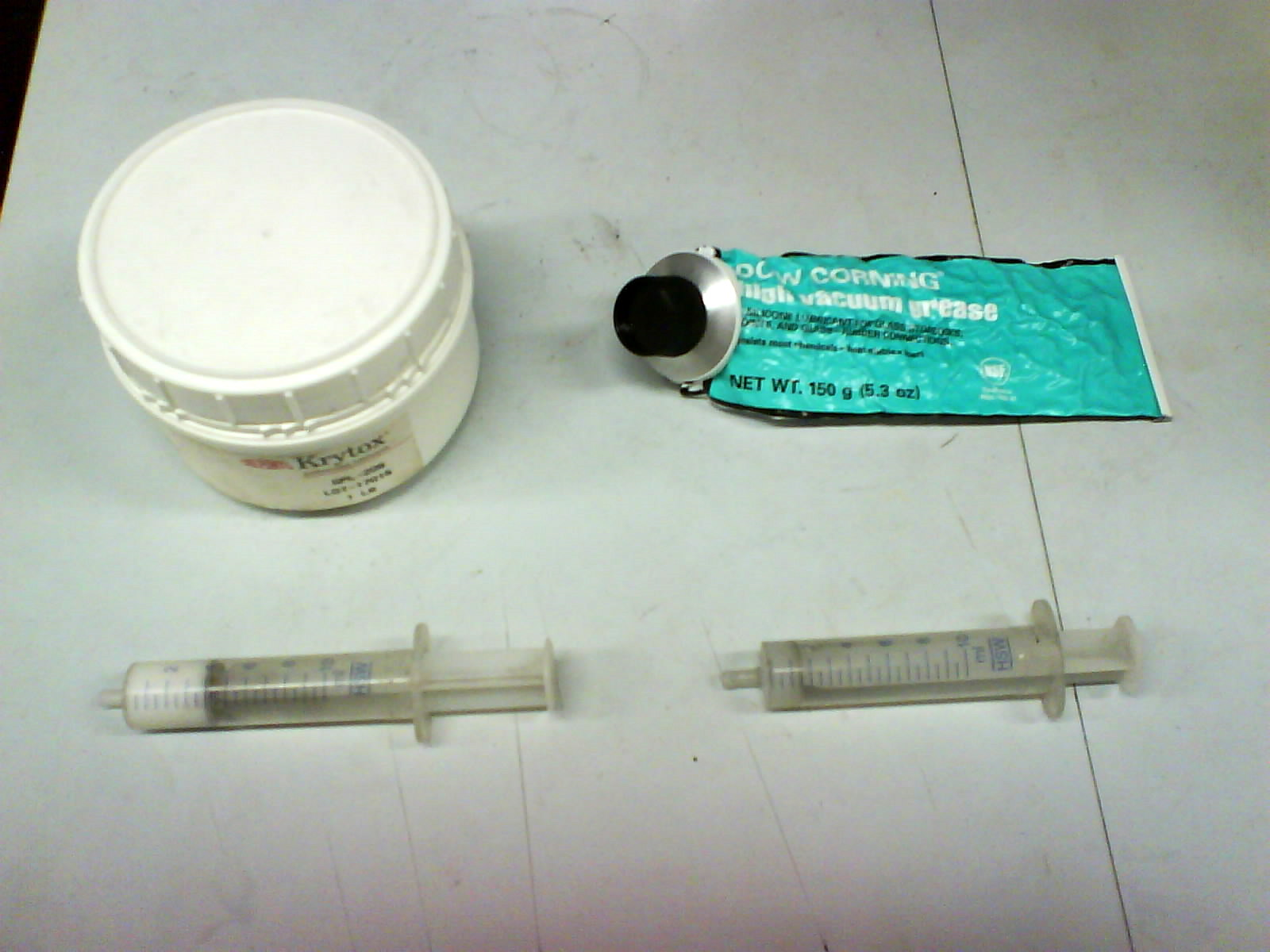
La grasa se usa para lubricar las llaves de paso de vidrio y las uniones de vidrio esmerilado. Algunos laboratorios las dispensan en jeringas para un uso más fácil. Dos ejemplos típicos: Izquierda: Krytox, una grasa a base de fluoroéter. Derecha: Una grasa de alto vacío a base de silicona de Dow Corning.

Una capa más bien delgada de grasa especialmente fabricada para este fin se puede aplicar a las superficies de vidrio esmerilado que van a ser conectadas. Además de hacer una conexión sin fugas, la grasa permite a las dos partes de la unión que más tarde puedan separarse con mayor facilidad. Sin embargo, una desventaja potencial del uso de esta grasa es que si se utiliza el vidrio de laboratorio durante un periodo prolongado de tiempo en aplicaciones de alta temperatura (por ejemplo, para destilación continua), la grasa puede llegar a causar la contaminación de los productos químicos.
Los manguitos de unión de PTFE (teflón) y los anillos de cierre de PTFE se utilizan en las uniones esmeriladas en lugar de la grasa. La cinta de PTFE es otra alternativa que está encontrando un uso generalizado. Tanto la cinta de PTFE, las bandas o anillos de sellado, las grasa o aceites resistentes a los productos químicos (Molykote, Krytox), todos liberan gases de fluoruro de hidrógeno a medida que se acercan y superan sus límites de temperatura de trabajo, lo cual puede ocurrir cuando se utilizan sistemas calefactores (ya sea una placa calefactora, manta térmica, baño de aceite o mechero de llama).
La grasa de silicona es ampliamente usado como sellador temporal y lubricante para las uniones o interconexiones esmeriladas, como es empleado típicamente en material de vidrio de laboratorio. Aunque se asume normalmente que los silicones son químicamente inertes, algunos compuestos significativos han resultado de reacciones no deseadas con silicones.

## Limpieza
Las superficies de vidrio esmerilado son translúcidas y están físicamente libres de residuos cuando se limpian. Los disolventes, las mezclas de reacción, y la grasa antigua aparece en forma de manchas transparentes. La grasa se puede quitar frotando con un disolvente apropiado. El éter, cloruro de metileno, acetato de etilo, o hexano funcionan bien para las grasas de silicona y con base de hidrocarburos. Las grasas con base de fluoroéter son bastante impermeables a los disolventes orgánicos. Para la mayoría de los productos químicos simplemente se debe limpiar lo más posible. Dicho esto, hay disolventes fluorados disponibles que pueden eliminar las grasas de fluoroéter, pero son mucho más caros que los disolventes de laboratorio.

## Uniones petrificadas
Las juntas esmeriladas cónica a veces se petrifican o se agarrotan. Esto no le ocurre a las articulaciones tipo rótula, debido a la mayor libertad de movimiento de la unión. Las uniones se pueden petrificar por varias razones, tales como:
- La falta de lubricación (con grasa, manguitos, o cinta)[4]
- Ataque de las superficies de vidrio esmerilado por bases fuertes (por ejemplo, hidróxidos, fosfatos o carbonatos, que disuelven el SiO2 (es decir, ácido silícico,: H4SiO4 / Si(OH)4) del vidrio con un pH alto)
- Deposición de sólidos a partir de mezclas de reacción[10]
- Lixiviación de las grasas por disolventes orgánicos[10]
- Suciedad u otros residuos
- Permitir que se enfríen los recipientes sellados (lo cual crea una diferencia de presión a través de la unión)

Las uniones petrificadas pueden ser movilizadas aplicando disolventes de trabajo en la unión mientras se intentan ligeros movimientos para liberar las piezas soldadas, o bien calentando la articulación, o enfriando el tapón. Muchas veces para liberar una junta bloqueada o soldada, se coloca en un baño de ultrasonidos. También hay herramientas especializadas de soplador de vidrio para hacer frente a este problema.

## Galería

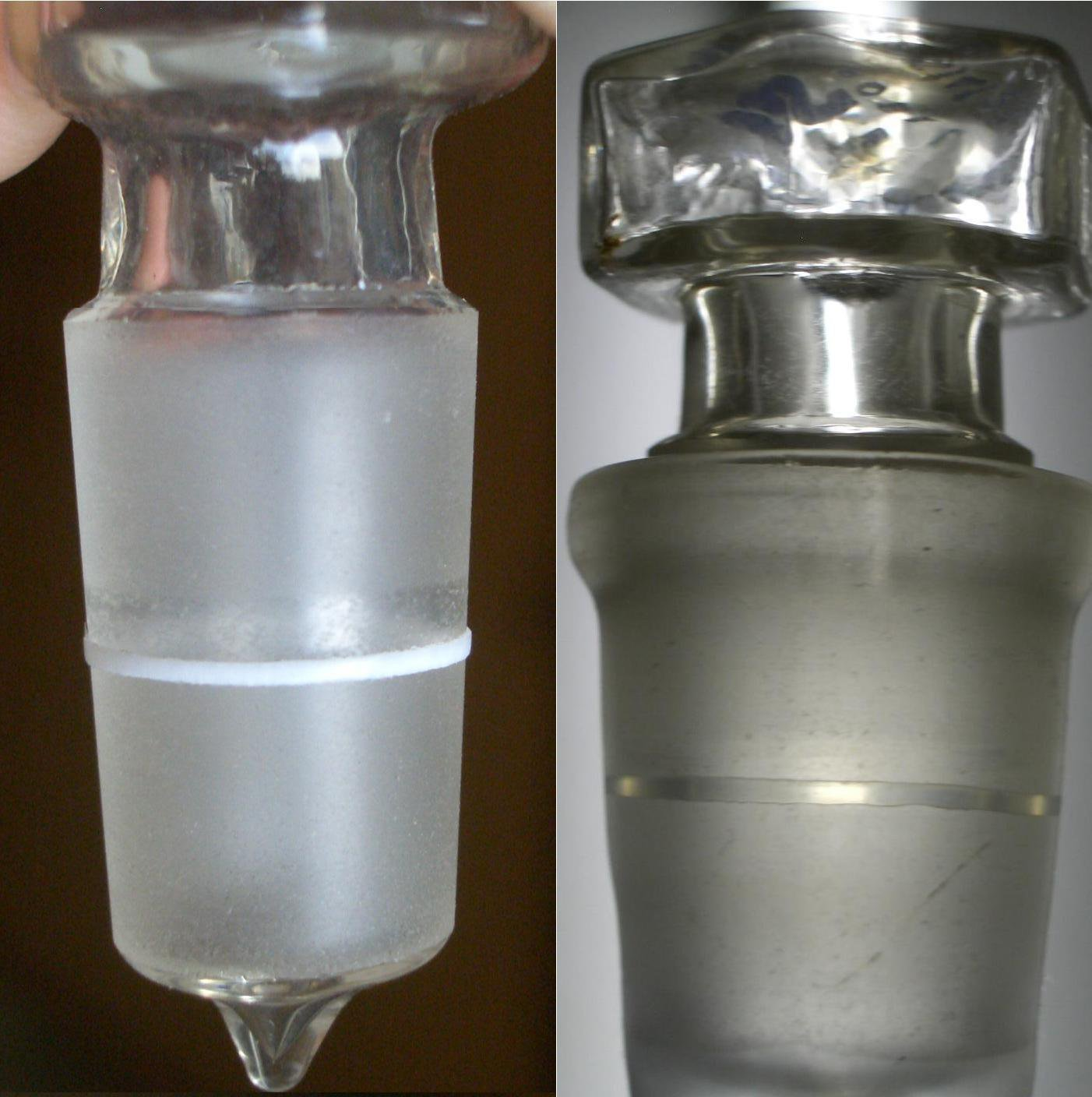
Un tapón de vidrio de forma cónica con anillo de sellado de PTFE. Véase la transparencia óptica del estrecho anillo de sellado cuando es presionado por la junta de vidrio (a la derecha).
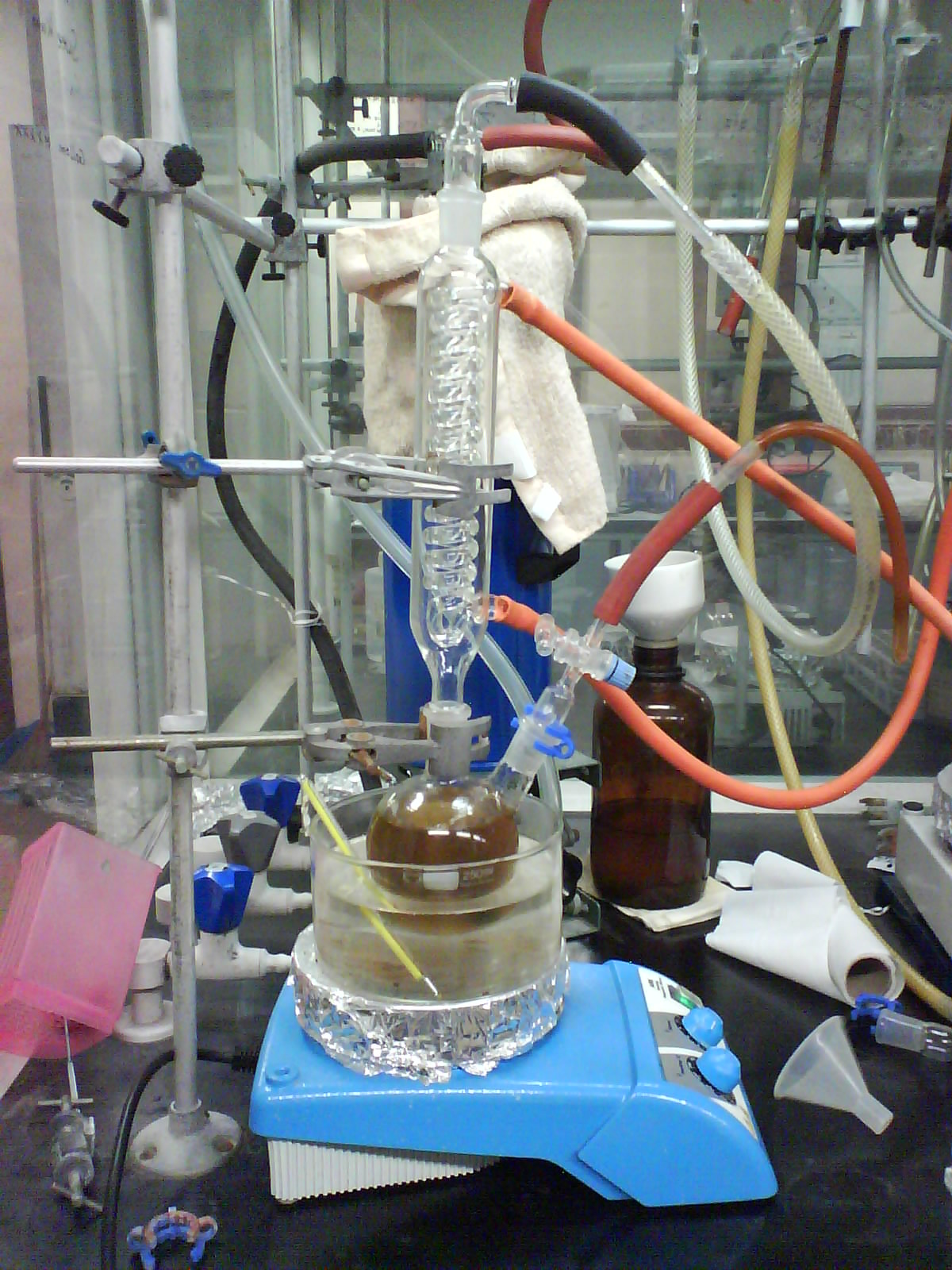
Un dispositivo de reflujo con juntas de vidrio esmerilado de forma cónica, que conecta el condensador Graham con el adaptador de vacío (arriba) y el matraz de dos bocas. Otra junta de vidrio esmerilado se conecta en el segundo cuello a otro adaptador de vacío.